# Muotkarova
Muotkarova är en kulle i Finland.   Den ligger i den ekonomiska regionen  Tornedalens ekonomiska region  och landskapet Lappland, i den norra delen av landet, 700 km norr om huvudstaden Helsingfors. Toppen på Muotkarova är 221 meter över havet, eller 81 meter över den omgivande terrängen. Bredden vid basen är 2,2 km.
Terrängen runt Muotkarova är huvudsakligen platt. Runt Muotkarova är det mycket glesbefolkat, med 2 invånare per kvadratkilometer.